# ASPI
ASPI (acronimo di Advanced SCSI Programming Interface), in informatica, sono un tipo di driver che forniscono delle API per standardizzare le comunicazioni tra un adattatore SCSI e una periferica SCSI (o ATAPI) su un bus.
Generalmente vengono utilizzati in Windows 95, Windows 98 e Windows Me e non sono necessari in Windows NT, Windows 2000, Windows XP, Windows Vista e Windows 7, ma si possono utilizzare in altri sistemi operativi.

## Descrizione
Sono driver che servono in particolar modo per le interfacce SCSI ma si utilizzano anche per le periferiche IDE e soprattutto per i lettori cd ed i masterizzatori. La loro funzione è di passare le informazioni al driver di competenza, senza necessità di intervenire e facilitando l'interpretazione dei comandi. Essi fanno da piattaforma comune per l'utilizzo dei driver che pilotano appunto le periferiche, indifferentemente se sono controller SCSI, controller IDE, oppure masterizzatori. 
Grazie a questi drivers, il software che li utilizza ha la possibilità di scindere i driver in 2 parti, ovvero un gestore ASPI di basso livello, che è in funzione dell'hardware installato nel PC e si interfaccia in modo diretto con i driver di periferica cambiando in base alla versione aspi installata e l'ASPI manager, che è compatibile con i comandi ASPI utilizzati in precedenza da MS-DOS e li porta a destinazione.